# Octave Uzanne

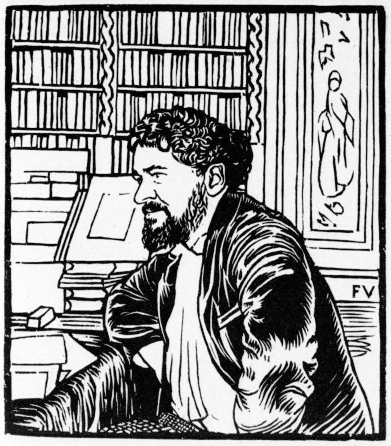
Porträt Uzannes von Félix Vallotton

Louis-Octave Uzanne (* 14. September 1851 in Auxerre; † 31. Oktober 1931 in Saint-Cloud; Pseudonyme:  Jehan Du Guet, La Cagoule, Louis de Villotte) war ein französischer Schriftsteller, Bibliophiler und Verleger kostbarer Bücher.

## Leben und Werk
Uzanne entstammte einer bürgerlichen Familie aus Auxerre im Burgund. Nach dem Tod seines Vaters erhielt er eine klassische Ausbildung am angesehenen Collège Rollin in Paris. Eine Erbschaft 1872 erlaubte es ihm, sich seinen literarischen Neigungen zu widmen. 
Er gründete die Zeitschriften Miscellannées bibliographiques (1878–1880), Le Livre, Bibliographie Moderne (1880–89), Le Livre Moderne, Revue du Monde Littéraire et des Bibliophiles Contemporains (1890/91) und L’Art et L’Idée, Revue Contemporaine du Dilettantisme Littéraire et de la Curiosité (1892/93).
1893 unternahm er eine Reise nach Amerika, wo er den Präsidenten der USA Grover Cleveland und den Erfinder Thomas Alva Edison interviewte und die Weltausstellung in Chicago besuchte.
1889 war Octave Uzanne Mitbegründer der Societé des bibliophiles contemporains, welcher 1896 die Societé des bibliophiles indépendants folgte. Bei der Illustration der von ihm für einen elitären Kreis von Bibliophilen herausgegebenen Bücher halfen ihm Künstler wie Félicien Rops, Paul Avril, Félix Vallotton und Albert Robida. Robida wirkte auch als Mitautor der Contes pour les bibliophiles.
Uzanne arbeitete an zahlreichen Zeitungen und Zeitschriften mit, unter anderem an La Plume, Le Figaro, L’Echo de Paris, The Studio und dem Magazine of Art.
Ein Pionier der Anwendung neuer Technologien, etwa des Farbdrucks, verabscheute er dennoch die Massenproduktion und die damit einhergehende Demokratisierung des Buchs. Nach Silverman kommt Uzanne eine paradoxe Stellung zu: einerseits snobistischer, reaktionärer Dandy mit einer Vorliebe für vergessene Autoren des 17. und 18. Jahrhunderts, andererseits ein Neuerer der Buchkunst und der Bibliophilie, der sich gegen die alte Garde der nur antiquarisch sammelnden, meist aristokratischen Bücherfreunde wandte, die in der Société des Bibliophiles François organisiert waren. Er unterhielt vielfältige Verbindungen zu Künstlern und Förderern des Symbolismus und des Art Nouveau, unter anderem zu Jules Barbey d’Aurevilly, dessen Vorwort zu Le Bric-à-Brac de l’amour ihm 1880 den Zutritt zu jener Welt eröffnete, dem Schriftsteller Jean Lorrain, dem Maler James McNeill Whistler und dem Schmuckkünstler und Vertreter des Japonismus Henri Vever.
Uzannes Stil zeichnet sich durch die Verwendung von Anglizismen und exzentrischen Neologismen aus.

## Veröffentlichungen (Auswahl)

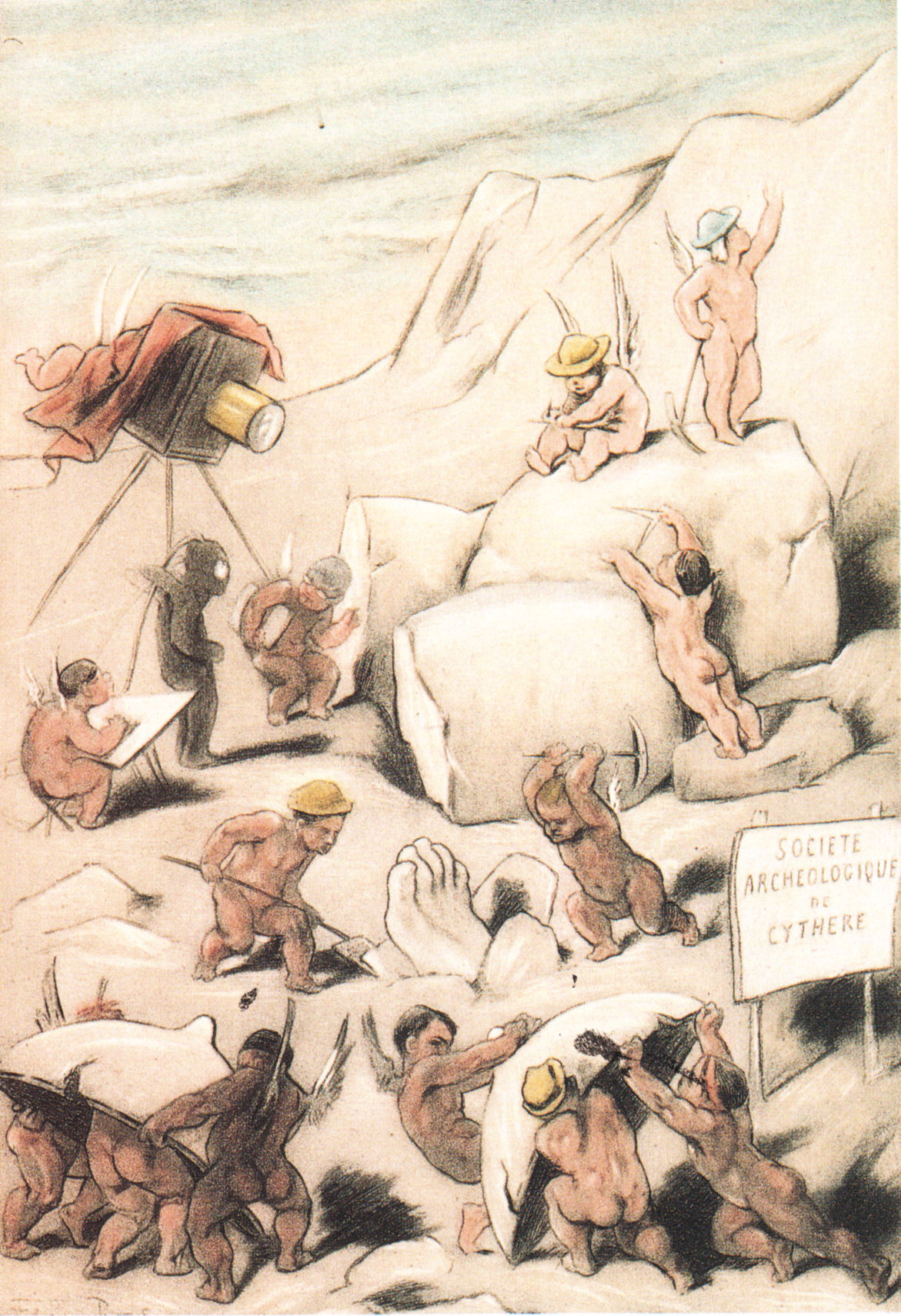
Illustration von Félicien Rops aus: Octave Uzanne u. a.: Féminies, huit chapitres inédits dévoués à la femme, à l’amour, à la beauté, Paris, Académie des Beaux-Livres (1896).

- Poètes de ruelles au XVIIe siècle (Benserade, François Sarrazin, Mathieu de Montreuil), 4 Bände, 1875–1878
- Caprices d’un bibliophile, 1878 Internet Archive
- Petits conteurs du XVIIIe siècle, 12 Bände, 1878–1883
- Le bric-à-brac de l’amour ; préf. de Jules Barbey d’Aurevilly, 1879 Gallica
- L’Éventail, 1882 Gallica
- L’Ombrelle, le Gant, le Manchon, 1883 Gallica
- Son altesse la femme, 1885 Internet Archive
- La Française du siècle, modes, mœurs, usages, 1886 Gallica
- Nos Amis les livres, causeries sur la littérature curieuse et la librairie, 1886 Internet Archive
- La reliure moderne, artistique et fantaisiste, 1887
- Les Zigzags d’un curieux, causeries sur l’art des livres et la littérature d’art, 1888 Gallica
- Bouquinistes et bouquineurs, 1893 Gallica
- La Femme et la mode, métamorphoses de la Parisienne de 1792 à 1892, 1893
- Contes pour les bibliophiles, 1895 Gallica
- Les Evolutions du bouquin: la Nouvelle Bibliopolis, voyage d’un novateur au pays des Néo-Icono-Bibliomanes, 1897
- Monument esthématique du XIXe siécle, les modes de Paris, variations du goût et de l’esthéthique de la femme 1797-1897, 1898 Gallica
- L’art dans la décoration extérieure des livres, 1898
- Dictionnaire bibliophilosophique, typologique, iconophilesque, bibliopégique et bibliotechnique à l’usage des bibliognostes, des bibliomanes et des bibliophilistins, 1896
- La Locomotion à travers l’histoire. Sports et transports, 1900
- Les Deux Canaletto, 1907 Internet Archive
- L’esprit de J. Barbey d’Aurevilly, 1908 Gallica
- Le célibat et l’amour, traité de vie passionelle et de dilection féminine, 1912 Gallica
- Les Parfums et les fards à travers les âges, 1927

In deutscher Übersetzung
- Die Bibliotheken der Zukunft In: Zeitschrift für Bücherfreunde N. F. 4, 1912/13,  S. 65–69
- Parfum und Schminke im Wandel der Zeiten, Genf, 1927
- Die geheimen Sitten des 18. Jahrhunderts übersetzt von Waltram., Dresden, um 1928
- Die Pariserin : Studien zur Geschichte der Frau, der Gesellschaft, der französischen Galanterie und der zeitgenössischen Sitten, übersetzt von J. von Oppen, Dresden, 1929
- Die geheimnisvollen Sitten des galanten Jahrhunderts: pikante Begebnisse aus einer frivolen Zeit, München, 1982
- Canaletto, New York, 2008

- Das Ende der Bücher, Übersetzung aus Contes pour les bibliophiles. Berlin 2021 ISBN 978-3-8398-1891-6

## Nachweise
1. ↑  Darin die Erzählung La fin des livres, wo tragbare Phonographen als Nachfolger des Buches vorhergesagt werden. Siehe Friedemann Mattern: Hundert Jahre Zukunft - Visionen zum Computer- und Informationszeitalter, 2007. PDF
2. ↑  Quellen: C.-E. Curinier (Hrsg.): Dictionnaire national des contemporains vol. IV, Paris 1914, S. 66. Internet Archive und Jean-Paul Fontaine: Uzanne (Seite nicht mehr abrufbar, festgestellt im Mai 2019. Suche in Webarchiven)  Info: Der Link wurde automatisch als defekt markiert. Bitte prüfe den Link gemäß Anleitung und entferne dann diesen Hinweis., Encyclopédie Larousse.
3. ↑  Willa Z. Silverman: The new bibliopolis, 2008, S. 42
4. ↑  Silverman: The new bibliopolis, 2008, S. 16–19, S. 23, S. 67
5. ↑  Silverman: The new bibliopolis, 2008, S. 30

| Personendaten    | Personendaten                                           |
| ---------------- | ------------------------------------------------------- |
| NAME             | Uzanne, Octave                                          |
| ALTERNATIVNAMEN  | Uzanne, Louis-Octave                                    |
| KURZBESCHREIBUNG | französischer Schriftsteller, Bibliophiler und Verleger |
| GEBURTSDATUM     | 14. September 1851                                      |
| GEBURTSORT       | Auxerre                                                 |
| STERBEDATUM      | 31. Oktober 1931                                        |
| STERBEORT        | Saint-Cloud                                             |